# Nan Inger Östman
Nan Inger Östman (født 22. januar 1923 i Stockholm, død 8. april 2015) var en svensk journalist, lærer og forfatter. Hun er særlig kendt for sine børne- og ungdomsbøger om heste. Hun modtog Astrid Lindgren-prisen i 1987.
Hun debuterede med en kriminalroman i 1953 sammen med Peter Östman, under pseudonymet Peter Inger. Hun debuterede på egen hånd i 1954 med Sen ouvertyr, da under navnet Nan Inger. Hun har også udgivet to romaner for voksne, under navnet Nan Östman: Ett slags sällskap 1999 og En varm vänskap 2003.